# UrbanArt Biennale

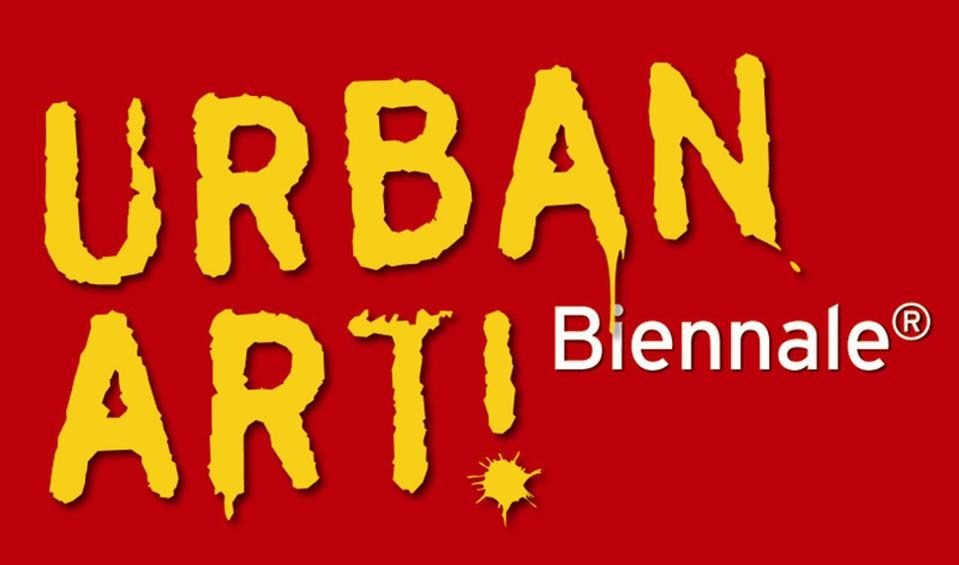
Logo der UrbanArt Biennale

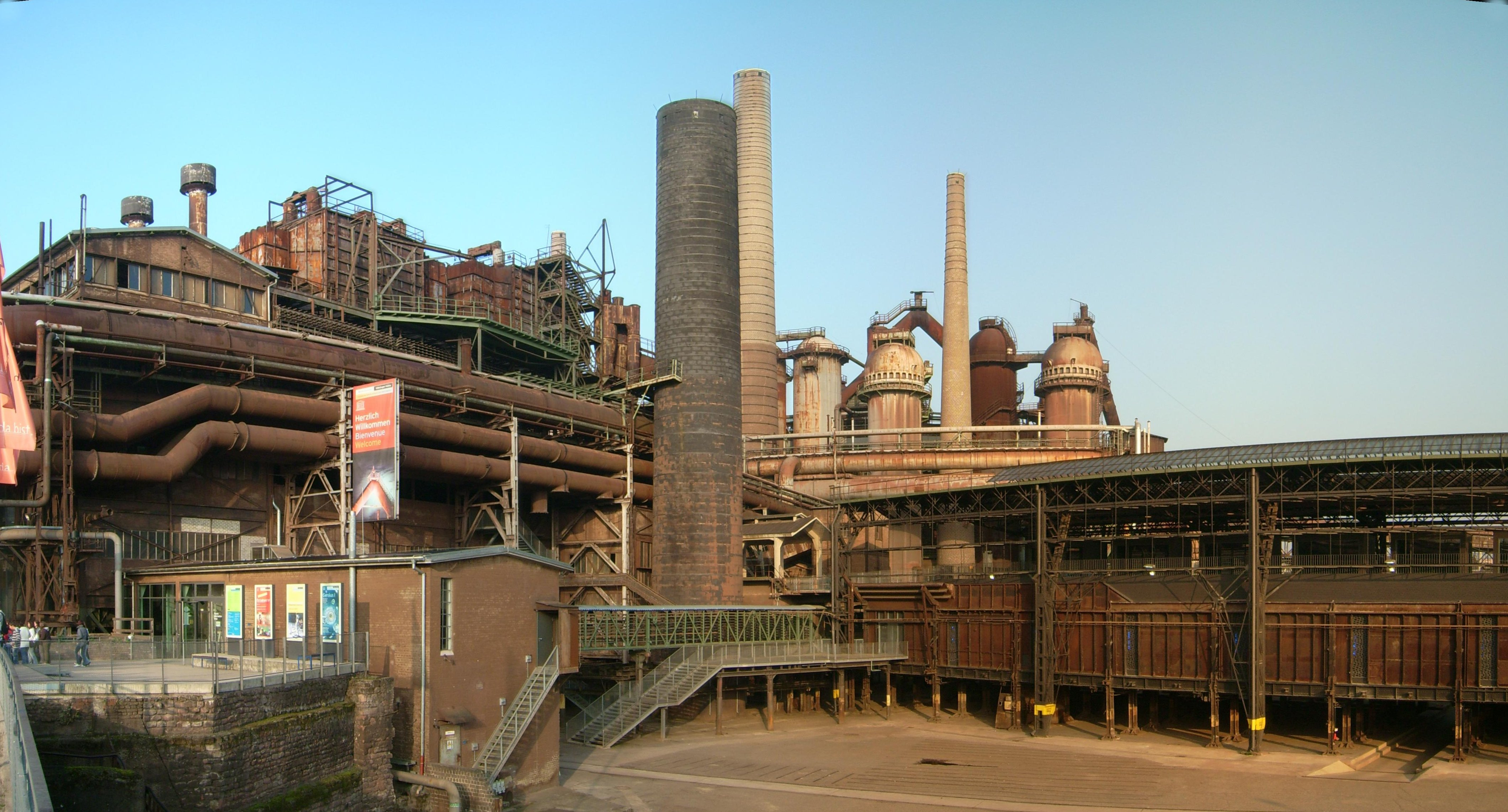
Austragungsort der Biennale ist das Weltkulturerbe Völklinger Hütte

Die UrbanArt Biennale ist eine zweijährliche Ausstellung, die sich mit Urban Art befasst. Ziel der Biennale ist es, aktuelle Positionen dieser Kunstrichtung zu beleuchten, ihre Entwicklung zu dokumentieren und einen Überblick über die Weltszene der Urban Art zu geben. Austragungsort der Ausstellung ist das Europäische Zentrum für Kunst und Industriekultur in der UNESCO-Weltkulturerbestätte Völklinger Hütte im saarländischen Völklingen.

## Geschichte

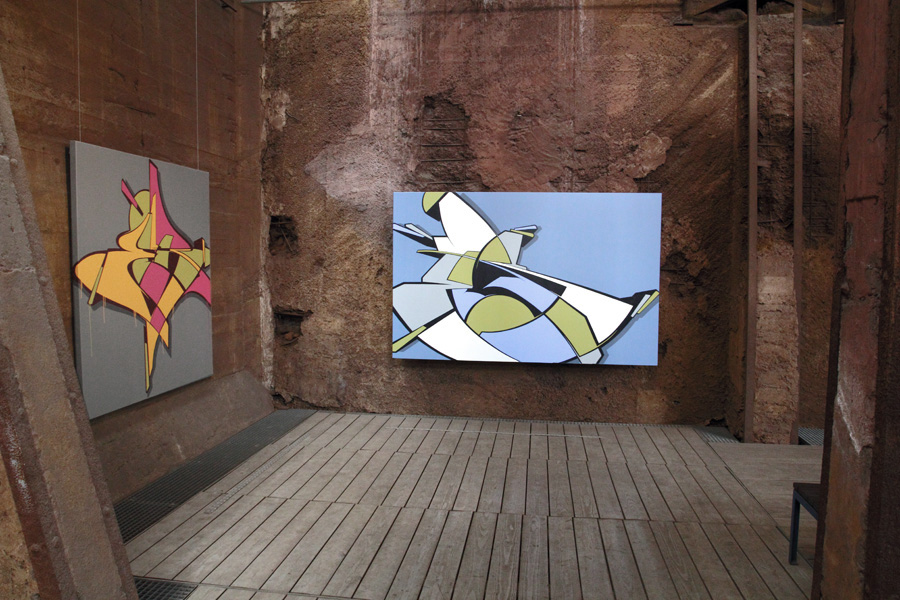
Ausstellungsstücke von Reso in der Möllerhalle (UrbanArt Biennale 2013)

Im Jahr 2011 fand erstmals eine Ausstellung unter dem Titel Urban Art – Graffiti 21. New York, Paris, Berlin, Völklingen in der Möllerhalle der Weltkulturerbestätte Völklinger Hütte statt. Die Idee dazu hatte der Generaldirektor der Hütte, der Kunsthistoriker, Museumspädagoge und Kulturmanager Meinrad Maria Grewenig. Er bemerkte als einer der ersten seiner Zunft, dass abseits der banalen Graffiti-„Schmierereien“ in der urbanen Welt immer häufiger künstlerisch gestaltete Graffiti, die häufig eine anspruchsvolle Ausstattung besaßen, im Öffentlichen Raum präsent waren. Grewenig hatte sich bereits im Vorfeld der Biennale mit der Pop- und Op-Art auseinandergesetzt und deren Einfluss auf Urban Art in etlichen umfassenden Ausstellungen im Weltkulturerbe Völklinger Hütte beleuchtet.

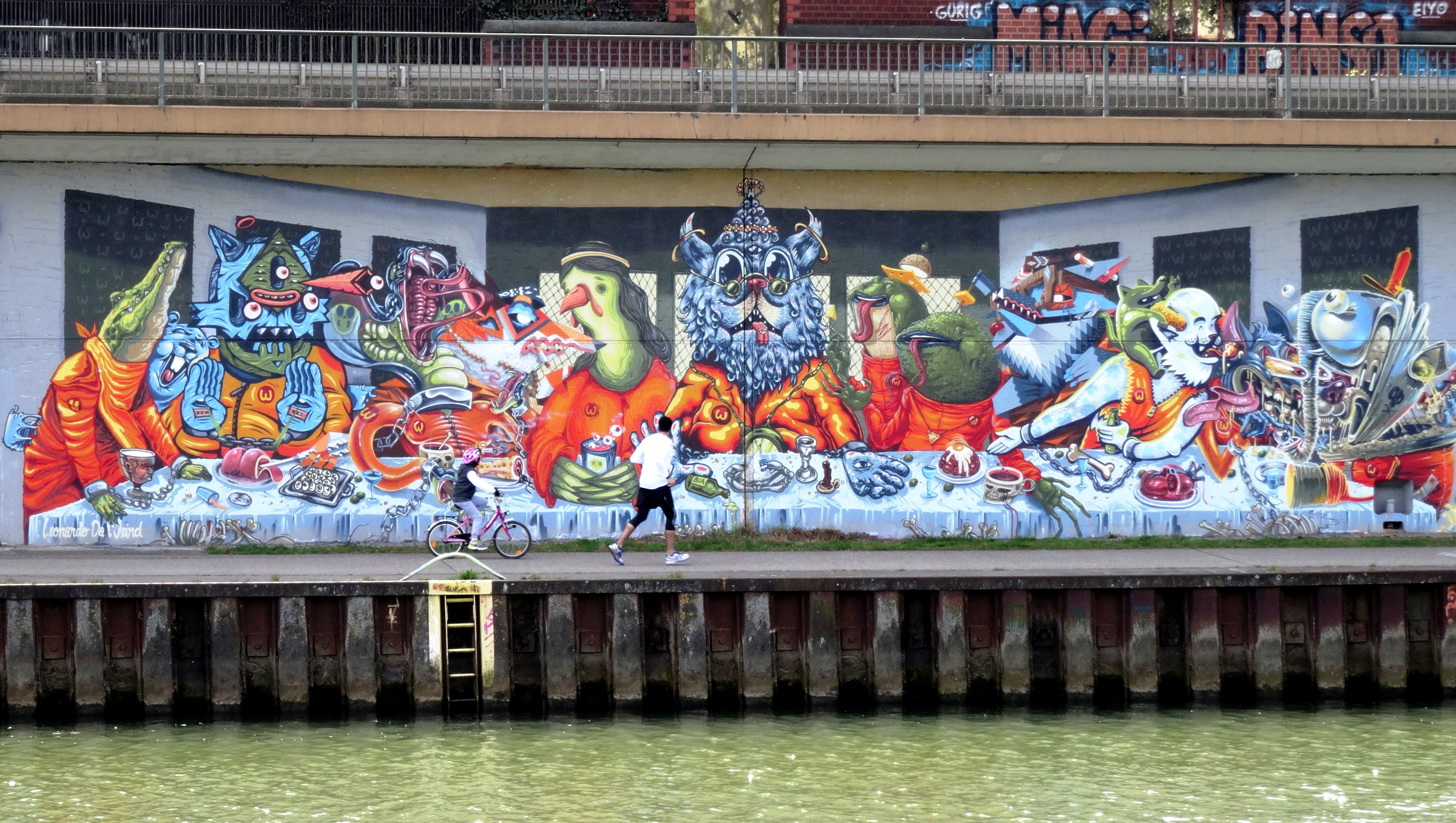
Legale Graffitifläche an der Saarbrücker Stadtautobahn – Inspirationsort für den Ausstellungsgründer Meinrad Maria Grewenig

Beeinflusst wurde Grewenigs Idee einer Biennale zum Thema Urban Art auch durch eine künstlerische Besonderheit in der saarländischen Landeshauptstadt Saarbrücken. Am innerstädtischen Erholungsgebiet Staden verläuft entlang der Saar die Stadtautobahn. Unterhalb dieser Schnellstraße wurde auf der Betonwand zwischen Autobahn und Leinpfad die 450 Meter lange Graffitifläche „4560“ legalisiert, die als eine der größten zusammenhängenden legalen Sprühflächen Deutschlands gilt. Sie wurde bei mehreren Meetings von international bekannten Künstlern bemalt. Einer dieser prominenten Graffiti-Künstler war der Saarbrücker Patrick Jungfleisch, Künstlername Reso. Ihn konnte Grewenig für sein Vorhaben, eine Biennale zu installieren, als Berater und Akteur gewinnen. Reso vermittelte auch die notwendigen Künstlerkontakte, da er tief in der weltweiten Urban-Art-Szene verwurzelt war.

## Konzept
Die UrbanArt Biennale bietet eine umfassende Darstellung der noch jungen Kunstrichtung Urban Art. Sie dokumentiert den Umbruch in dieser Kunst auf dem Weg von der Straße in die Museen. Jede Biennale ist einem speziellen Themenschwerpunkt gewidmet, seien es geografische, künstlerische oder personenbezogene Schwerpunkte. Den Kern der jeweiligen Biennale bilden umfangreiche Ausstellungen internationaler Urban-Art-Künstler, die in den riesigen Hallen und ehemaligen Arbeitsräumen wie auch im Freigelände der ehemaligen Völklinger Hütte präsentiert werden. Den zentralen Ausstellungsort der Biennale bildet in dem ehemaligen Eisenwerk die sogenannte Möllerhalle, die über eine Ausstellungsfläche von über 10.000 m² verfügt. Ihre rostbraunen Staubwände und die für Besucher begehbaren Siloeinbuchtungen erzeugen das gewünschte Spannungsverhältnis zwischen den Urban-Art-Kunstwerken und der rauen Industriearchitektur des Eisenwerks.

### UrbanArt Parcours

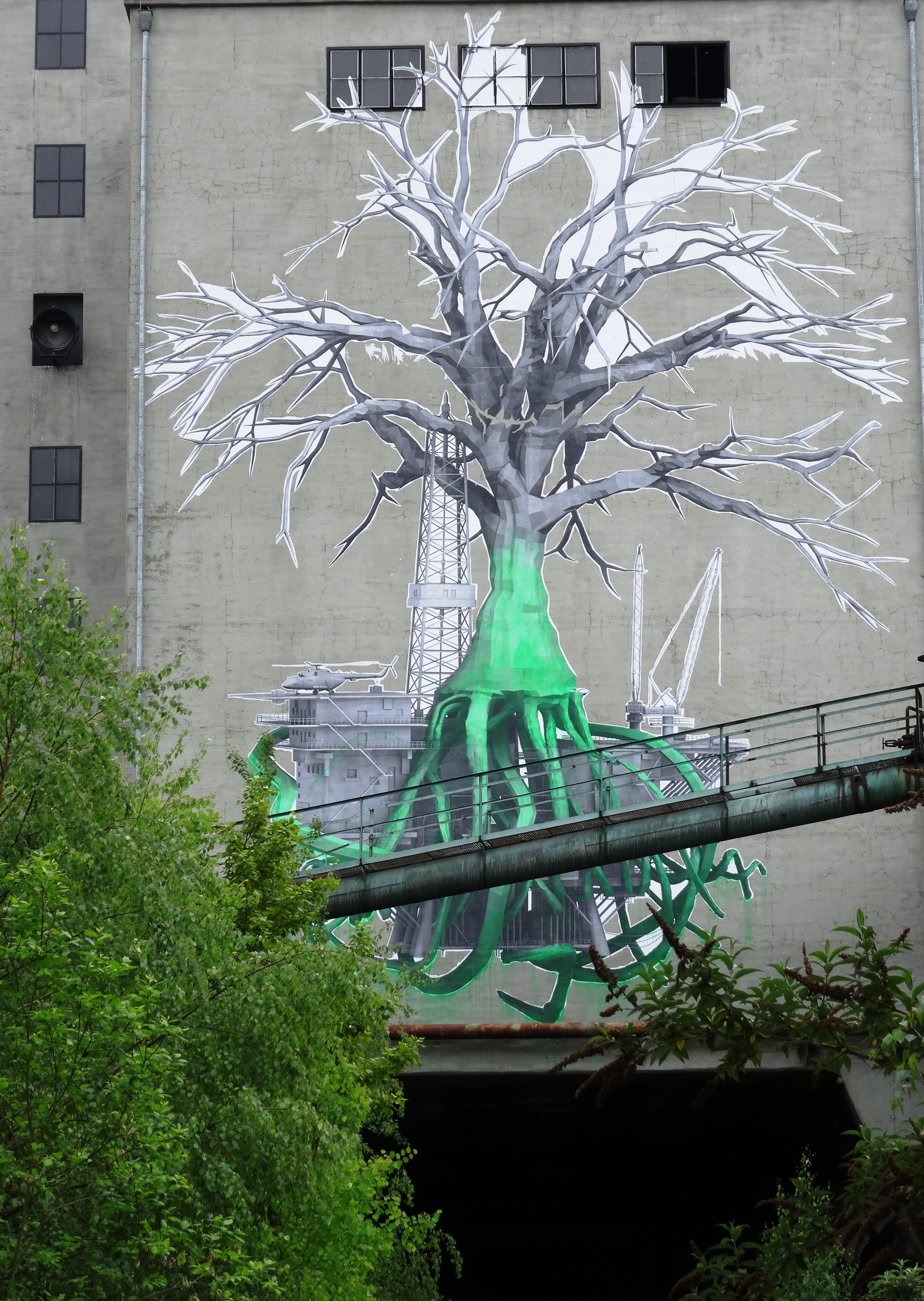
„Tree of life“ von Ludo (Graffito von 2015, ca. 25 m hoch)

Erstmals in der noch jungen Geschichte der Biennale wurde die zentrale Ausstellung in der Möllerhalle im Jahr 2013 um eine Open-Air-Galerie von 100.000 m² Freifläche ergänzt, den „UrbanArt-Parcours“. Das nördliche Außengelände der ehemaligen Hütte, auf dem sich die Kokerei befand, umfasst einen Freiluftbereich, „Paradies“ genannt. Bewusst und gewollt darf sich in diesem Landschaftsgarten die Natur ohne menschliche Eingriffe entfalten, so dass zwischen dem von Industriearchitektur geprägten Außenbild der monumentalen Hütte und dem von der Natur zurückeroberten Gelände ein reizvoller Spannungsbogen entstand. In dieses Umfeld montieren Urban-Art-Künstler Installationen, die in besonderer Weise mit dem naturbelassenen Standort korrespondieren und eine Synthese von Großtechnik und Natur bilden. Der „UrbanArt-Parcours“ soll im Rahmen aller zukünftigen Biennalen erweitert werden.

## Ausstellungen

### 2011

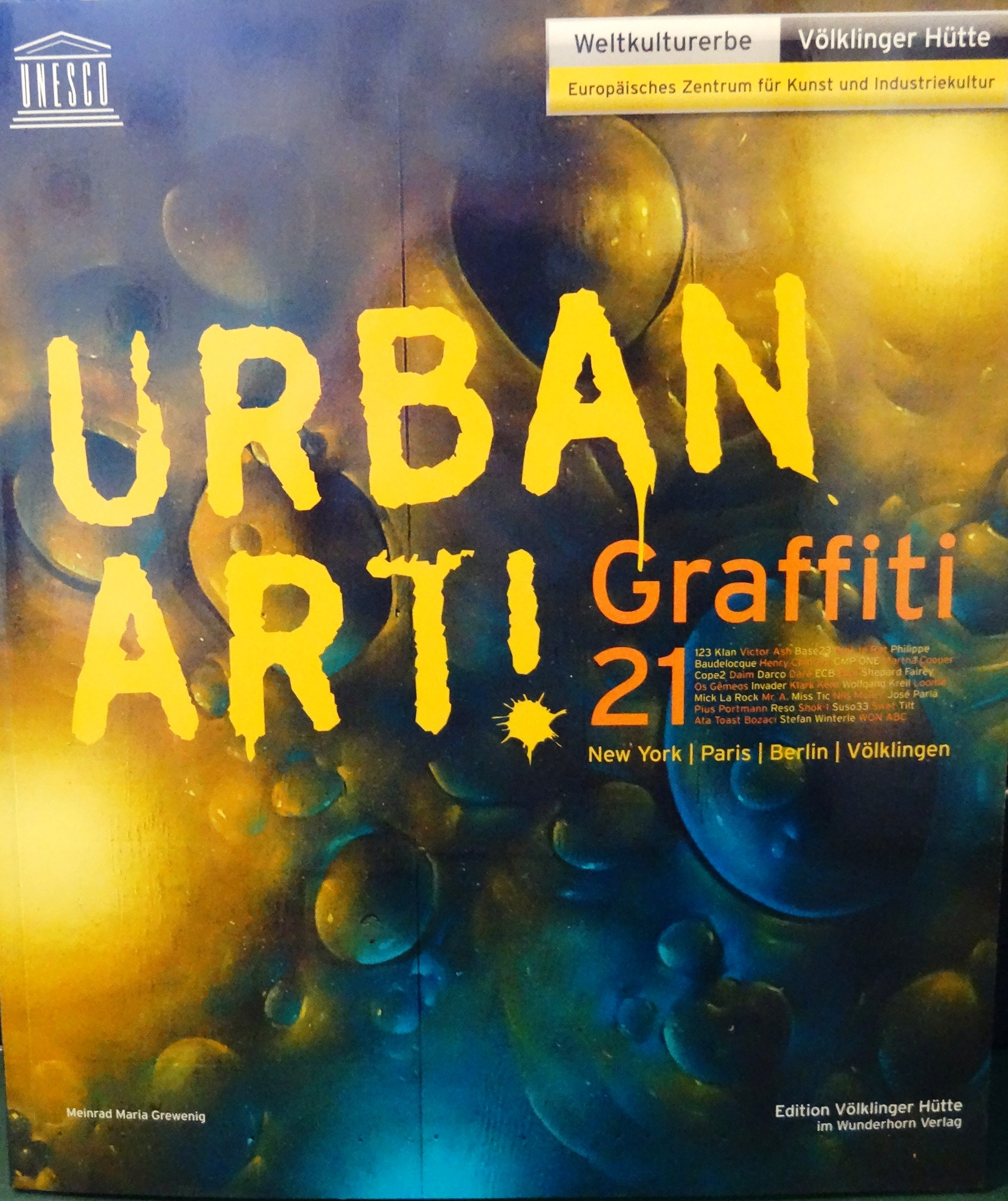
Logo der Ausstellung 2011

2011 wurde erstmals eine große Ausstellung mit dem Titel Urban Art – Graffiti 21 New York, Paris, Berlin, Völklingen präsentiert. Die Präsentation in der Völklinger Hütte, damals noch kein Zentrum der Urban Art, wollte einen Überblick geben über die Vielfalt der zeitgenössischen Streetart. Als Glücksfall erwies es sich, dass zeitgleich mit der Völklinger Ausstellung die inhaltlich ähnliche und Maßstäbe setzende Präsentation Art in the streets in dem renommierten Museum of Contemporary Art, Los Angeles stattfand. Die internationale Kunstwelt – Museen, Galerien und Fachmedien – berichtete intensiv über beide Ausstellungen. Dadurch geriet Völklingen mit seinem neuen Projekt rasch in den Fokus der internationalen Kunstbeobachter.
Teilnehmende Künstler:
- 123 Klan
- Victor Ash
- Base23
- Blek le Rat
- Philippe Baudelocque
- Henry Chalfant
- CMP ONE
- Martha Cooper
- Cope2
- DAIM
- Darco
- Daire
- ECB
- Evol
- Shepard Fairey
- Os Gêmeos
- Invader
- Klark Kent
- Wolfgang Krell
- Loomit
- Mick La Rock
- Mr. A
- Miss.Tic
- Nils Müller
- José Parlá
- Pius Portmann
- Reso
- Shok-1
- Suso33
- Swet
- Tilt
- Ata „Toast“ Bozaci
- Stefan Winterle
- WON ABC

### 2013

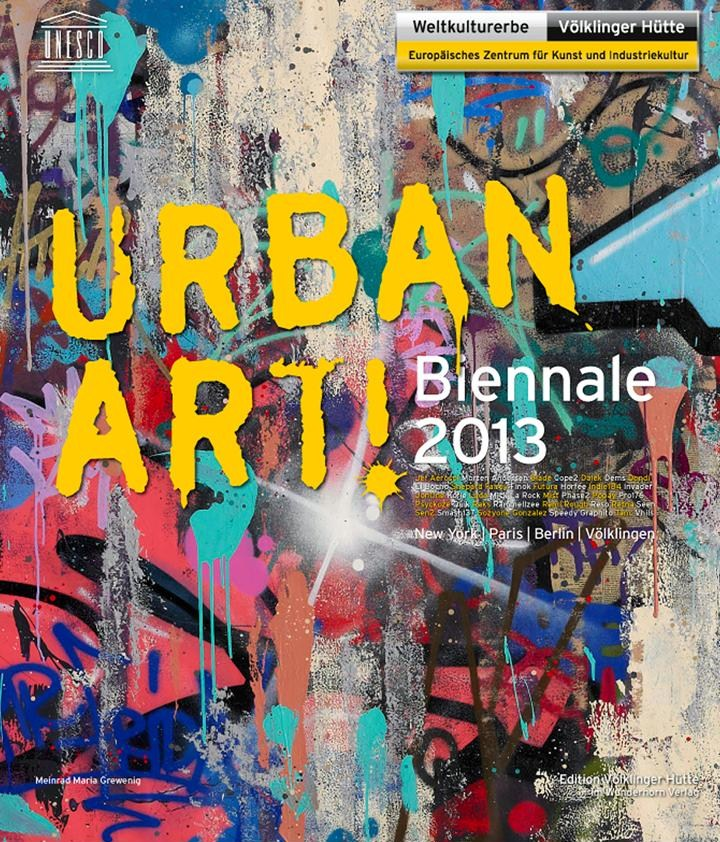
Logo der Biennale 2013

„Von der Straße zur Kultur“ nennt Meinrad Maria Grewenig den Transformationsprozess, dem sich die erste Biennale 2013 schwerpunktmäßig widmete. Die Anfänge der Streetart – Graffiti, Urban Knitting, Adbusting u. a. – waren ursprünglich Zeichen einer wie auch immer verstandenen Protesthaltung. Sie wurden von den Besitzern der bemalten Flächen, also von privaten wie auch öffentlichen Eigentümern, als Beschädigung ihres Besitzstandes empfunden. Der Staat reagierte mit Kriminalisierung und Verfolgung der „Sachbeschädiger“. Im Laufe der Jahre hatten sich die Rahmenbedingungen dieser Kunstform nachhaltig verändert: sie wurde mobil, ortsungebunden und vom kulturellen Umfeld akzeptiert. Auch für den musealen Betrieb wurde und wird die neue Kunstrichtung interessant. Grewenig prophezeit der Urban Art, sie werde „… als Signet des beginnenden 21. Jahrhunderts museumswürdig werden. Die UrbanArt wird auf diesem Weg das Museum verändern.“
Teilnehmende Künstler:
- Jef Aérosol
- Morten Andersen
- Blade
- Cope2
- Dalek
- DEMS
- Dondi
- El Bocho
- Shepard Fairey
- Finok
- Futura
- Horfée
- Indie184
- Invader
- JonOne
- Augustine Kofie
- Ludo
- Mick La Rock
- Mist
- Phase2
- Popay
- Pro176
- Psyckoze
- Quik
- Raks
- Rammellzee
- Remi Rough
- Reso
- Retna
- Seen
- Sen2
- Smash137
- Sozyone Gonzalez
- Speedy Graphito
- Tanc
- Vhils

### 2015

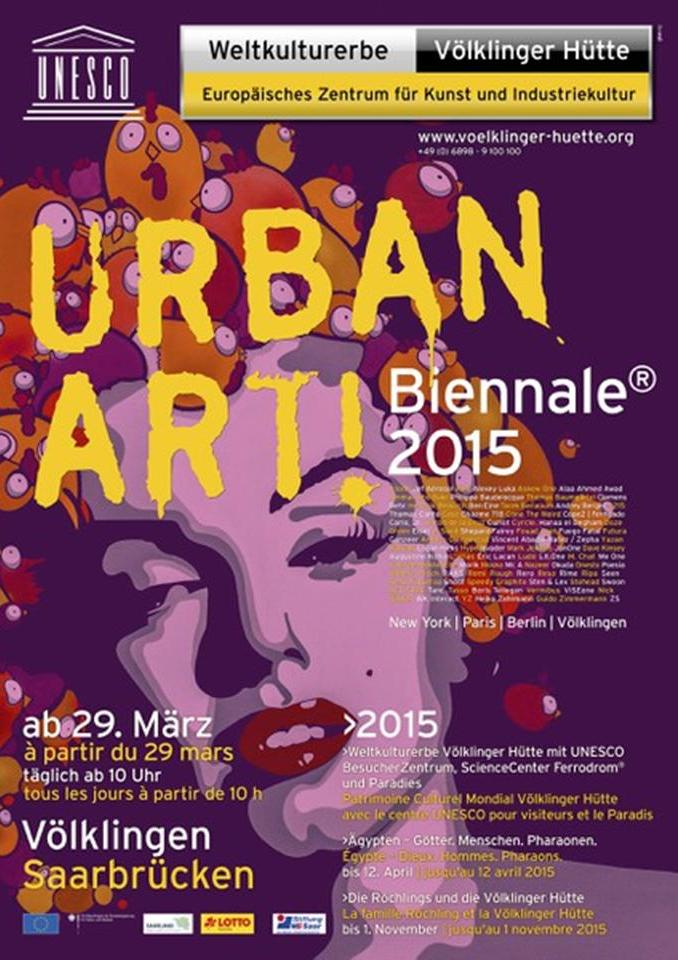
Logo der Biennale 2015

Die zweite Biennale wurde am 29. März 2015 eröffnet und endete am 1. November des gleichen Jahres. Nach wie vor war es oberstes Ziel der Biennale 2015, eine Werkschau über die internationale Urban-Art-Szene zu vermitteln. Dabei wurden diesmal auch bewusst junge Künstler, die noch nicht über die gleiche Reputation wie die Stars der Szene verfügen, eingeladen, um ihnen ein internationales Forum für ihr Schaffen zu bieten. Mit über 80 Künstlern aus 21 Ländern und sechs Kontinenten wuchs die Ausstellung gegenüber dem Jahr 2013 um das Doppelte an. Weiterhin kamen neue Räume (Stellwerke-Haus und Kohleturm) hinzu.
Mit Urban-Art-Kunstwerken aus dem arabischen Raum und insbesondere aus Ägypten setzte die Biennale 2015 erstmals einen Länderschwerpunkt. Im „Arabischen Frühling“ wurden Graffiti und andere Formen der Streetart als Ausdrucksmittel des Kampfes gegen Repressionen, soziale Missstände und für eine freie Meinungsäußerung in den arabischen Staaten und besonders in Ägypten genutzt. Dies wurde in dem deutschen Dokumentarfilm Art War von Marco Wilms in beeindruckender Weise dargelegt. Weiterhin zeigte die Biennale Arbeiten, die sich mit dem Islamistischen Terrorismus und dem Anschlag von Paris („Charlie Hebdo“) auseinandersetzten. Der „Parcours“ der 2015er Biennale wurde durch neue Installationen, wie beispielsweise das 25 Meter hohe Baumgraffito des französischen Künstlers Ludo, aufgewertet
Teilnehmende Künstler:
- A1one
- Jef Aérosol
- Aiko
- Alexey Luka
- Askew One
- Alaa Ahmed Awad
- Ammar Abo Bakr
- Philippe Baudelocque
- Thomas Baumgärtel
- Clemens Behr
- Hendrik Beikirch
- Ben Eine
- Tarek Benaoum
- Andrey Berger
- C215
- Thomas Canto
- Case
- Ceet Fouad
- Chazme 718
- Cone The Weird
- Cope2 (Fernando Carlo Jr.)
- Aaron De La Cruz
- Curiot
- Cyrcle.
- Hanaa el Degham
- Doze Green
- el Seed
- Eiser
- Shepard Fairey
- Fuego Fatal
- Futura
- Ganzeer
- Anders Gjennestad
- Yazan Halwani
- Logan Hicks
- Hype
- Invader
- Mark Jenkins
- JonOne
- Dave Kinsey
- Augustine Kofie
- L'atlas
- Éric Lacan
- Ludo
- LX.One
- M. Chat
- Me one
- Yassine Mekhnache
- Morik
- Mosko
- Nazeer
- OKUDA
- Onesto
- Poesia
- Robert Proch
- Raks
- Remi Rough
- Rero
- Reso
- Rime
- Ripo
- Seen
- Sen2 Figueroa
- Shoof
- Speedy Graphito
- Sten & Lex
- Stohead
- Swoon
- Aya Tarek
- Tasso
- Boris Tellegen
- Vermibus
- VISEone
- Nick Walker
- WK Interact
- YZ
- Heiko Zahlmann

### 2017
Die vierte Biennale fand statt vom 9. April 2017 bis zum 5. November 2017. Über 100 internationale Künstler aus 17 Ländern und vier Kontinenten zeigten insgesamt 150 Arbeiten. Ein Schwerpunkt der Biennale 2017 war das Projekt „UrbanArt 2.0“, das sich um avantgardistische Arbeiten unter Verwendung von IT-Technik dreht. Ein zweiter Schwerpunkt beleuchtete die süd- und mittelamerikanische Urban-Art-Szene in den Ländern Argentinien, Brasilien, Chile, Kolumbien, Mexiko und Venezuela. Im Rahmen der Biennale entstanden 20 ortsfeste Installationen. Zudem wurde im Verlauf der Ausstellung eine Ringvorlesung mit internationalen Fachleuten zu den aktuellen wissenschaftlichen Positionen der Urban Art angeboten. Insgesamt zog die Veranstaltung 150.000 Besucher an.
Teilnehmende Künstler:
- Ailas
- Jef Aérosol
- Bananensprayer
- Banksy
- Bla
- Blade
- Blek le Rat
- BR1
- Buff Monster
- Thomas Canto
- Chamarelli
- Cranio
- CT/Matteo Ceretto Castigliano
- Curiot
- DZIA
- Shepard Fairey
- FAITH XLVII
- Les Francs Colleurs
- Franco Fasoli
- Anders Gjennestad
- Herakut
- Christian Hinz (Kera)
- Augostino Iacurci
- Jace
- Jan Kaláb
- Ian Kuali'i
- Benjamin Laading
- L'atlas
- Éric Lacan
- Layer Cake – Patrick Hartl & Christian Hundertmark (C100)
- Levalet
- Ludo
- MadC
- Mambo
- Daniel Man
- Melim
- Mode 2
- Monkey Bird
- Stéphane Moscato
- Nawer
- Nevercrew
- Nychos
- OKUDA
- Os Gêmeos
- OX
- Felipe Pantone
- Robert Proch
- R1
- Reka
- Rero
- Reso
- Rubin195 und Petas
- Christoph Rode
- Raphael Sagarra/Finok
- SatOne/Rafael Gerlach
- Jordan Seiler
- Shaka
- Smash 137
- Stinkfish
- Subtu
- SWIZ
- TANC
- TASSO
- Tilt
- Vermibus
- Vlady
- David Walker
- Wandapot
- WON ABC
- Gérard Zlotykamien
- YZ

### 2019
Die fünfte UrbanArt Biennale fand vom 14. April bis zum 3. November 2019 statt. Es waren erneut Arbeiten von 100 Künstlern aus 20 Ländern zu sehen. Schwerpunkt waren interventionale Werke unter dem Motto Unlimited. Mit der „5. UrbanArt Biennale® 2019 Unlimited“ startete das Weltkulturerbe Völklinger Hütte eine mehrfache Grenzerweiterung. Neben Kunst-Projekten sind auch Tanz-Performances Teil der Biennale. Zudem begannen mit der „5. UrbanArt Biennale® 2019 Unlimited“ mehrere neue Kooperationen und Partner-Projekte außerhalb des Weltkulturerbes Völklinger Hütte. Partner sind unter anderem das neueste UrbanArt-Projekt in Paris „Fluctuart“ – die schwimmende UrbanArt-Ausstellungshalle am Ufer der Seine – sowie das UrbanArt-Museum Mausa Vauban im UNESCO-Weltkulturerbe Festung Vauban im elsässischen Neuf-Brisach sowie das UrbanArt-Projekt „Le Mur.“ in Paris und The Haus, Berlin. Es konnten mehr als 110.000 Besucher gezählt werden.
Teilnehmende Künstler:
- Ammar Abo Bakr*
- Jef Aérosol*
- AKIZA
- Alberonero
- Ali Salmi – Osmosis Cie
- Art is Trash
- ASTRO
- Will Barras
- Philippe Baudelocque*
- Der Bananensprayer
- Hendrik Beikirch*
- Tarek Benaoum*
- Bla
- Blase
- Liu Bolin
- BR1
- Thomas Canto
- Case
- Ceet
- Pieter Ceizer
- Combo culture kidnapper
- Cone the Weird
- Martha Cooper
- Cope2
- Isaac Cordal
- Cren
- Dave the Chimp
- Guy Dennig
- Dran
- DXTR
- Shepard Fairey
- Jean Faucheur
- Form 76
- Frau Isa
- Romain Froquet
- Futura
- Gilbert1
- Goddog
- Sean Hart
- Ghaleb Hawila
- Ottmar Hörl
- INTI
- Jace
- Joe Iurato
- JonOne
- Kashink
- KATRE
- Sasha Kurmaz
- Layer Cake
- Levalet*
- L'Outsider – Yann Le Berre – Painter
- Low Bros
- M.Chat*
- Mambo
- Mardi Noir
- Mentalgassi
- MIST
- MonkeyBird
- Mosko*
- OX
- Pejac
- Pøbel
- Popay
- Germain Prévost Alias Ipin
- Rammellzee
- Dan Rawlings
- Reso
- RETRO GRAFFITISM
- Rocco und seine Brüder
- Jordan Seiler*
- SheOne
- SpY
- Tanc
- Aya Tarek
- Teknopainting
- Tilt
- Fabien Verschaere
- Vhils*
- Vidam
- Yaze
- YZ*

* Ortsfeste Installationen aus früheren UrbanArt Biennalen

### 2022
Aufgrund der COVID-19-Pandemie musste die Urban Art Biennale 2021 aussetzen und wurde auf das folgende Jahr verschoben. Es war die erste Urban Art Biennale unter der Leitung von Ralf Beil, verantwortlicher Kurator war Frank Krämer. Die Biennale lief vom 16. Mai bis zum 6. November 2022.
Teilnehmende Künstler:
- Adrien M & Claire B & Brest Brest Brest (FR)
- Jef Aérosol (FR)
- Ampparito (ES)
- Ammar Abo Bakr* (EG)
- Philippe Baudelocque* (FR)
- Hendrik Beikirch* (DE)
- Tarek Benaoum* (MA)
- Liu Bolin (CN)
- Drasko Boljevic (HR/AU)
- Benedetto Bufalino (FR)
- Helen Bur (GB) & Bryan Beyung (CA) & Pablo Merchante (ES) & Zane Prater (US) & Axel Void (ES)
- Case (DE)
- Codex Urbanus (FR)
- Cone The Weird (DE)
- Isaac Cordal (ES)
- Cranio (BR)
- Hendrik Czakainski (DE)
- Deih (ES)
- Maxime Drouet (FR)
- Frankey (NL)
- Les Frères Ripoulain (FR)
- Frukty (RU)
- Maya Hayuk (US)
- Olivier Hölzl (AT)
- Icy & Sot (IR/US)
- Jaune (BE)
- Katre (FR)
- Lek & Sowat (FR)
- Levalet (FR)
- M. Chat* (CH)
- Mambo (FR/US)
- Mardi Noir (FR)
- Mentalgassi (DE)
- Mick La Rock (NL)
- Filippo Minelli (IT/PT/LB)
- Stéphane Moscato (FR)
- Mosko* (FR)
- Obsolettrismes (FR)
- OX (FR)
- Pboy (FR)
- Dan Rawlings (GB)
- Rero (FR)
- Daan Rietbergen (NL)
- Roadsworth (CA)
- Rocco und seine Brüder (DE)
- Rouge Hartley (FR)
- Sethone (FR)
- SpY (ES)
- Tanc (FR)
- Mathieu Tremblin (FR)
- Vhils* (PT)
- Jan Vormann (DE)
- Crystal Wagner (US)
- Mariusz Waras (PL)
- Wasted Rita (PT)
- Wayne Horse (DE)
- Alain Welter (LU)
- Wild Drawing (ID/GR)
- YZ* (FR)
- ZEVS (FR)

* Ortsfeste Installationen aus früheren UrbanArt Biennalen

### 2024
Kurator der vom 28. April bis 10. November 2024 laufenden Ausstellung ist erneut Frank Krämer. einen Schwerpunkt setzt die Biennale auf partizipative Projekte. Neben der Möllerhalle ist erneut das gesamte Außengelände der Völklinger Hütte Ausstellungsareal. Außerdem sind in der Völklinger Innenstadt mehrere Werke zu sehen.
Teilnehmende Künstler:
- Ammar Abo Bakr*
- Jef  Aérosol*
- Alksko
- Gen Atem
- Aram Bartholl
- Otto Baum
- Hendrik Beikirch*
- Coco Bergholm
- Miriam Bossard
- Krista Burger
- Stephen Burke
- M Chat*
- Codex Urbanus
- Isaac Cordal
- Cranio
- Baptiste Debombourg
- DNLM
- Brad Downey
- Benjamin Duquenne
- e1000
- Erosie
- Matteo Fluido
- Antonio Galleggo
- High On Type
- Icy & Sot
- Benjamin Irritant
- Jaune
- Kitra
- Deana Kolenčíková
- Lek & Sowat
- Kenneth Letsoin
- Levalet*
- LOR-K
- Mardi noir
- David Marin
- Andrea Ravo Mattoni
- Mentalgassi
- Moses & Taps
- Mosko
- OX
- Onno Poiesz
- Sébastien Preschoux
- Germain Prévost
- Andrea Ravo Martini
- Dan Rawlings*
- Daan Rietbergen
- Roadsworth
- Rocco und seine Brüder
- Ralph Roelse
- SpY
- Ian Strange
- Tanc
- THE WA
- THWRB3AT
- Mathieu Tremblin
- Vladimir Turner
- Vihls*
- Jan Vormann
- Wanderlust Social Club
- Wayne Horse
- YZ*
- Zevs

* Ortsfeste Installationen aus früheren UrbanArt Biennalen